# Падаючий іній
«Падаючий іній»/«Падав іній» (рос. Падающий иней) — радянський чорно-білий художній фільм 1969 року, знятий режисером Віктором Івченком на Кіностудії ім. О. Довженка.

## Сюжет
Хворого моряка Ганса, який не має документів, капітан іноземного судна висаджує на одному з островів Середземного моря. Його знаходить рибалка Сільвана і надає притулок у своєму будинку. Ганс зміцнів і, потоваришувавши з її сином, почав виходити в море на рибний промисел. Моряк після тяжкої хвороби забув своє минуле — і всі вважали його німцем. Йому було добре в домі Сільвани. Але одного разу, захворівши, Ганс у маренні став кричати російською. Після одужання Сільвана не змогла перешкодити його від'їзду на батьківщину.

## У ролях
- Нінель Мишкова — Сільвана
- Степан Олексенко — Ганс
- Петро Вескляров — Костас, господар
- Марія Урська — Софія, донька господаря
- Вадим Вільський — інвалід
- Юрій Бібіков — син рибалки
- Володимир Бібіков — епізод
- А. Бойко — епізод
- Штефан Булікану — рибалка
- Федір Гладков — епізод
- Олег Глущук — епізод
- Олексій Горюшин — Яків, російський мийник посуду
- В. Єфімов — епізод
- В. Капацина — епізод
- Валерій Квітка — російський композитор-емігрант
- Яків Козлов — продавець
- Володимир Максименко — капітан
- Микола Пішванов — епізод
- М. Рильський — епізод
- І. Щербина — епізод
- Вілорій Пащенко — матрос
- Іван Бондар — епізод
- Гаврило Чиботару — епізод

## Знімальна група
- Сценарист: Костянтин Кудієвський
- Режисер-постановник: Віктор Івченко
- Оператор-постановник: Олексій Прокопенко
- Художник-постановник: Михайло Юферов
- Композитор: Борис Буєвський
- Режисер: Віталій Кондратов
- Звукооператор: Григорій Матус
- Оператор: Олег Глущук
- Комбіновані зйомки: оператор — Микола Іллюшин, художник — Михайло Полунін
- Художник по костюмах: Ядвіга Добровольська
- Гример: В. Шикін
- Режисер монтажу: Л. Мхітар'янц
- Редактори: Григорій Зельдович,  Володимир Чорний
- Директор картини: Г. Чужий